# Marie Dressler
Marie Dressler, geboren als Leila Marie Koerber (Cobourg (Ontario), 9 november 1868 - Santa Barbara (Californië), 28 juli 1934) was een Canadees toneel- en filmactrice.

## Biografie

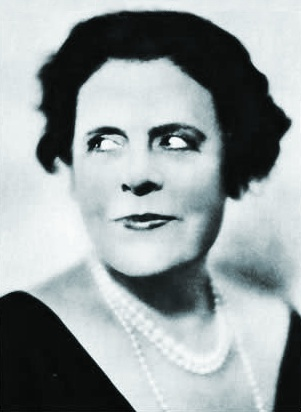
Dressler in het tijdschrift Photoplay in 1930

Dresslers vader kwam oorspronkelijk uit Oostenrijk. Op haar 14e ging ze het theater in. In 1892 kwam ze bij Broadway terecht. Ze trouwde in 1900 met George Hoppert. Ze waren getrouwd tot en met 1906 en kregen een kind dat al op jonge leeftijd stierf.
In 1910 speelde Dressler in het theaterstuk Tillie's nightmare. Regisseur Mack Sennett was erg onder de indruk en maakte daar in 1914 een verfilming van. Dit werd de eerste avondvullende (1 uur 22 min.) speelfilm. In deze film speelde ook Charlie Chaplin. Eveneens ging ze in dit jaar samenwonen met James Dalton en ze zou tot aan zijn dood bij hem blijven.
Na de film maakte Dressler nog zes films maar kwam in 1918 zonder werk te zitten. Ook in het theater wist ze geen succes te boeken. Pas negen jaar later, in 1927, werd er weer interesse getoond in de actrice. Frances Marion, een belangrijk persoon bij MGM, leverde haar een kleine rol in The Joy Girl. Haar populariteit steeg langzaam en uiteindelijk was de komst van de geluidsfilm haar redding. Hoewel Greta Garbo de hoofdrol speelde in de film Anna Christie (1930), kreeg Dressler lovende kritieken voor haar vertolking daarin.
In 1931 kreeg Dressler een Academy Award voor Beste Actrice voor haar rol in Min and Bill. Ze werd in 1932 weer genomineerd voor haar rol in Emma, maar kreeg uiteindelijk geen Oscar daarvoor. In 1933 speelde ze in de populaire film Dinner at Eight en ze zat aan de top van haar carrière. Een jaar later overleed ze echter aan kanker.

## Filmografie

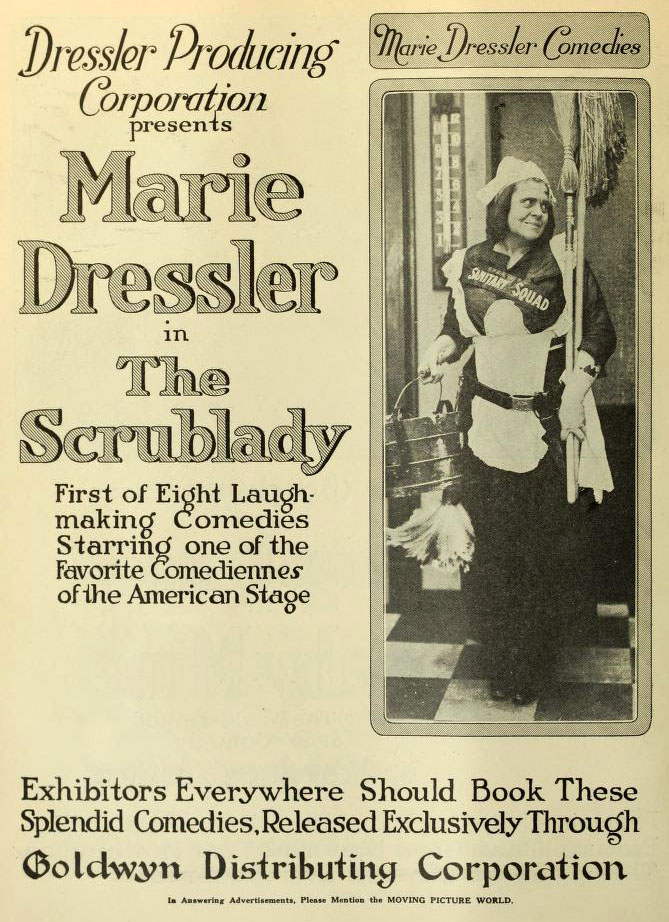
The Scrublady (1917)